# Gynoplistia canterburiana
Gynoplistia canterburiana är en tvåvingeart som beskrevs av Edwards 1923. Gynoplistia canterburiana ingår i släktet Gynoplistia och familjen småharkrankar. Inga underarter finns listade i Catalogue of Life.